# Pasito duranguense
Le duranguense (ou pasito duranguense,) est un genre musical mexicain proche de la musique norteña populaire originaire de l'État de Durango qui émerge dans les années 1970. Avec l'immigration des habitants de ce pays vers les États-Unis, le pasito prend même une popularité à Chicago. 

## Histoire
Le terme duranguense désigne les habitants de l'état mexicain de Durango. Malgré son nom, le genre n’est pas né dans cette région, mais à Chicago, dans l’Illinois, aux États-Unis. Il s'est développé au début des années 1990 avec des américains immigrés à Durango. Au milieu des années 2000, la popularité de cette musique atteint une popularité considérable au sein de la grande communauté mexicaine et chez les américano-mexicains aux États-Unis. Le genre popularise le style de la danse, Pasito duranguense avec des chants spcifiques et des instruments de musique incluant les rancheras, corridos, cumbias, charangas, ballades, boléros,  polkas et valses.

## Caractéristiques
Le duranguense est caractérisé par des instruments traditionnel tels que l'accordéon, le bajo sexto, le tololoche, le saxophone, et un synthétiseur. L'ensemble accompagne bien souvent des chœurs composés de solistes, et de choristes. Le duranguense est considéré par les médias mexicains et américains, comme un sous-genre de la musique régionale mexicaine.

## Groupes notables
Conjunto Atardecer sont considérés comme « Los Número Uno Del Pasito Duranguense » (« numéro un du pasito duranguese »). Formé à Durango, Conjunto Atardecer est l’un des nombreux groupes duranguense de l’état de Durango, avec Brazeros Musical, Arrolladores, K-Paz de la Sierra, Los Horóscopos de Durango (fondé par Armando Terrazas à Chicago en 1975), Los Alacranes, The Twiins, et Banda Sierra. Le groupe Montéz de Durango est formé en 1996 à Chicago.